# فهرست جوایز حقوق بشر

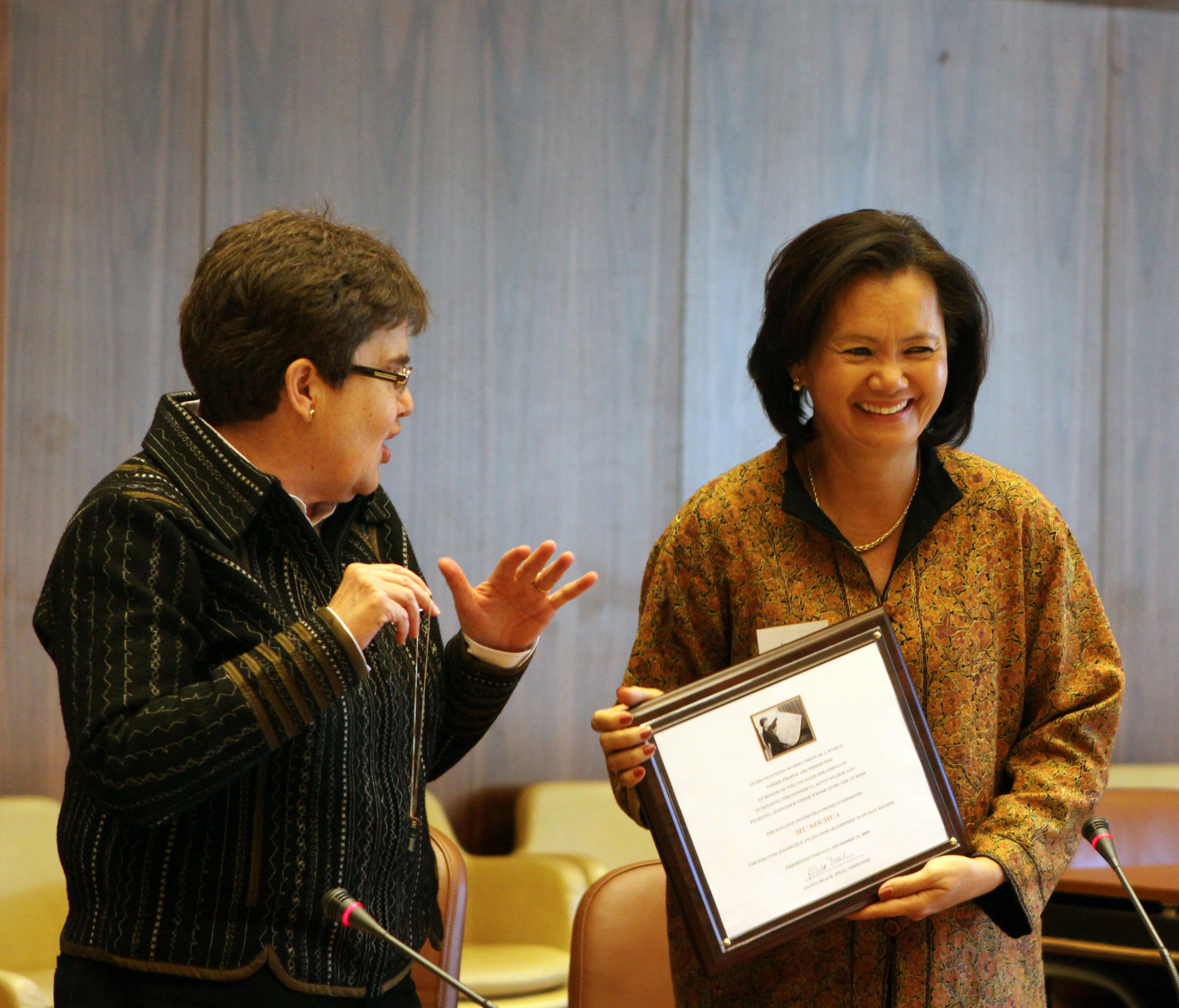
مو سوچوا جایزه الینور روزولت برای حقوق بشر در سال ۲۰۰۹ میلادی را در دانشگاه جورج واشینگتن دریافت می‌کند.

فهرست جوایز حقوق بشر (به انگلیسی: list of human rights awards)، فهرستی از مقاله‌ها در مورد جوایز برجستهٔ است که برای ترویج حقوق بشر اعطا می‌شود. این اصول اخلاقی یا هنجارهای اجتماعی است که معیارهای مشخص رفتار انسانی را توضیح داده و به صورت منظم به صورت حقوق طبیعی و قانونی در قوانین شهری و بین‌المللی حمایت ‌می‌شوند. این فهرست براساس منطقه و کشور سازمان‌های حامی آن تنظیم شده‌است، اما بسیاری از جوایز به افراد، سازمان‌ها یا سایر کشورها و مناطق تعلق می‌گیرد.

## بین‌المللی
| کشور      | جایزه                                                    | حامی            | علت اعطا |
| --------- | -------------------------------------------------------- | --------------- | --- |
| بین‌المللی | جایزه یونیسکو/ بیلباو برای ترویج فرهنگ حقوق بشری یونیسکو | UNESCO          | نهادها، مؤسسات و افرادی‌که در ترویج فرهنگ حقوق بشری در سطوح منطقه‌ایی و بین‌المللی به صورت خاص سهم مهم و مؤثری داشته‌اند. |
| بین‌المللی | جایزه سازمان ملل متحد در زمینه حقوق بشر                  | سازمان ملل متحد | افراد و مؤسسات برای قدردانی از دست‌آوردهای فوق‌العاده آن‌ها در راستای حقوق بشر                                           |

## آفریقا
| کشور | جایزه                            | حامی                   | یادداشت‌ها |
| ---- | -------------------------------- | ---------------------- | --- |
| لیبی | جایزه بین‌المللی حقوق بشر القذافی | کنگره ملی عمومی (لیبی) | شخصیت‌ها، ارگان‌ها یا مؤسسات بین‌المللی که سهم ویژه در ارائه خدمات بشری داشته و در امر دفاع از حقوق بشر کارهای بزرگی را انجام داده‌اند، علل آزادی را محافظت کرده و در تمام نقاط دنیا از صلح حمایت کرده‌اند |

## آمریکا

### کانادا
| جایزه            | حامی                                          | علت اعطا                                               |
| ---------------- | --------------------------------------------- | ------------------------------------------------------ |
| جایزه جان هامفری | مرکز بین‌المللی برای حقوق بشر و توسعه دموکراسی | دست‌آوردهای استثنائی در ترویج حقوق بشر و توسعه دموکراسی |
| جایزه وولف       | پروژه وولف                                    | به تلاش‌ها برای بهبود بردباری و درک نژادی بستگی دارد    |

### ایالات متحده
| جایزه                                                                 | حامی                                                     | علت اعطاء |
| --------------------------------------------------------------------- | -------------------------------------------------------- | --- |
| جایزه چهار آزادی                                                      | انستیتوت روزولت برای مطالعات آمریکایی                    | تعهد به اصولی که رئیس‌جمهوری ایالات متحده فرانکلین دی. روزولت در ۶ ژانویهٔ ۱۹۴۱ میلادی به عنوان الزامات دموکراسی اعلام داشت: آزادی بیان، آزادی عبادت، آزادی از قید احتیاج و آزادی از ترس                                                                          |
| جایزه ایلینور روزولت برای حقوق بشر                                    | رئیس‌جمهور ایالات متحده آمریکا                            | ترویج کنندگان آمریکایی حقوق در ایالات متحده |
| جایزه AAAS برای آزادی و مسؤلیت علمی اتحادیه آمریکایی برای پیشرفت دانش | انجمن پیشبرد علوم آمریکا                                 | کارهای ستودنی که اغلب به قیمت قابل ملاحظهٔ شخصی و به منظور پرورش آزادی و مسؤلیت علمی و افزایش آگاهی علمی در جهان، انجام می‌شود. |
| جایزه ایوان آلن کوچک برای جسارت اجتماعی                               | بنیاد خانوادگی ویلبور و هیلدا گلین                       | افرادی که مانند شهردار ایوان آلن کوچک برای اصول اخلاقی ایستاد و بدون در نظر داشتن منافع فردی یا حرفه‌ای به بشریت خدمت کردند. |
| مدال براندیس                                                          | دانشگاه لوییویل                                          | تعهد به ایده‌آل‌های آزادی فردی در تلاش برای خدمت رسانی به افراد فقیر و مردم عام |
| جایزه ویلیام جی. برینان                                               | مرکز توماس جفرسون برای حفاظت از آزادی بیان (جوایز متعدد) | |
| جایزه حقوق بشری کارتر-مینیل                                           | بنیاد حقوق بشری کارتر-منیل                               | افراد و نهادهایی که حقوق بشر را ترویج می‌دهند. |
| جایزه جسارت مدنی                                                      | بنیاد ریل                                                | جلب توجه برای برخی از قهرمانان فوق‌العاده وجدان |
| جایزه جسارت برای هنرها                                                | یوکو اونو                                                | هنرمندان، موزیسین‌ها، فراهم کننده‌ها، متصدی، نویسندگان که در کارهای شان در جستجوی حقیقت اند و از خود رهبری، جسارت، تدبیر در کارها نشان داده و با وجود فشارهای بزرگ موانع تجاری و سیاسی، با تعقیب کردن دید بزرگ‌تر منافع محلی یا ملی وظایف شان را به خطر انداخته‌اند |
| جایزه توماس جی. دود در عدالت بین‌المللی و حقوق بشر                     | دانشگاه کنتیکت                                           | تلاش‌های چشم‌گیر برای پیشرفت علل عدالت بین‌المللی و حقوق بشر جهانی |
| ذهنت را آزاد کن (جایزه MTV)                                           | MTV                                                      | ناظران حساس در مسائل حساس مربوط به عناصر مهم اجتماعی و نقض حقوق بشر و قوانین مدنی و سیاسی که حفاظت محیطی را در فرایندهایشان ترویج نموده و NGOها و افرادی که درگیر موضوع مورد نظر هستند.                                                                         |
| جایزه آزادی                                                           | کمیته نجات بین‌المللی                                     | مشارکت فوق‌العاده در علل مهاجرت‌ها و آزادی انسان‌ها |
| جایزه مارکوس گاروی برای حقوق بشر                                      | اتحادیه جهانی پیشرفت نیگرو و لیگ اجتماعات آفریقایی       | افراد و رهبران ممتاز حقوق بشر |
| جایزه ژوری جهانی سال                                                  | دانشگاه حقوق شمال غربی پریزکر                            | قاضی‌هایی که در پیشرفت قانون حقوق بشر بین‌المللی یا قانون جنایی بین‌الملل سهم داشته‌اند |
| جوایز رهبری جهانی                                                     | صداهای حیاتی                                             | رهبران زن بین‌المللی که در ساحات حقوق بشری، توانمندسازی اقتصادی یا اصلاحات سیاسی کار می‌کنند |
| جایزه گروبر برای عدالت                                                | بنیاد گروبر                                              | همکاری‌هایی که باعث پیشرفت علل عدالت ارائه شده توسط سیستم حقوقی شده‌اند |
| جایزه گروبر برای حقوق زنان                                            | بنیاد گروبر                                              | سهم چشم‌گیر، اغلب با ریسک کردن بزرگ شخصی یا حرفه‌ی، برای پیشبرد حقوق زنان و دختران در هر ساحه و بیشتر سازی آگاهی عامه در مورد نیازها برای مساوات جنسیتی تا یک جهان عادلانه داشته باشیم                                                                            |
| جایزه حقوق بشر رابرت اف. کندی                                         | سازمان حقوق بشر رابرت اف. کندی                           | افراد در هر گوشه دنیا که از خود جرئت نشان‌داده و در حقوق بشر در کشورشان سهم بارزی دارند |
| جایزه حقوق بشری لیتیلیر-موفیت                                         | مؤسسه مطالعات سیاسی                                      | پیشبرد علل حقوق بشر در آمریکا |
| جایزه نور حقیقت                                                       | کمپین بین‌المللی برای تیبت                                | NGOهایی که به هدف ترویج دموکراسی و حقوق بشر برای مردم تبتی کار می‌کنند. |
| جایزه حقوق بشری جورج مینی لین کیرکلند                                 | فدراسیون کارگران آمریکا - کنگره سازمانهای صنعتی          | افراد و اداراتی که در بخش روابط کاری برای حقوق بشر مبارزه می‌کنند |
| جایزه توماس مرتون                                                     | مرکز توماس مرتون (پیتسبرگ)                               | افراد ملی و بین‌المللی که برای عدالت تلاش می‌ورزند |
| مدال آزادی فلادلفیا                                                   | مرکز ملی قانون اساسی                                     | رهبری در راستای آزادی |
| جایزه حقوق بشر ریبک                                                   | ریباک                                                    | فعالان زیر سن ۳۰ سال که با استفاده از ابزار غیر خشن، برای حقوق بشر مبارزه می‌کنند |
| جایزه ساخاروف (ای‌پی‌اس)                                                | انجمن فیزیک آمریکا                                       | رهبری خارق‌العاده یا دست‌آوردهای علمی در راستای حمایت از حقوق بشر |